# دردار
البقس أو الدَّردَار    أو البُوقِيصَا أو شجرة البق أو الأُلْم (بالإنجليزية: Elm)‏ (الاسم العلمي: Ulmus) هو جنس نباتي يتبع فصيلة الدردارية من رتبة الورديات. وهو جنس من الأشجار النفضية ظهرت في الميوسين منذ نحو 40 مليون سنة في ما يقابل آسيا الوسطى المعاصرة. يُسمّى خشبه الغرغار.

## من أنواعه فيالوطن العربي
- الدردار الأجرد (باللاتينية: Ulmus glabra) في بلاد الشام وأوروبا
- الدردار الأصغر (باللاتينية: Ulmus minor) ويتبعه الدردار الأصغر نويع الرمادي (باللاتينية: Ulmus minor subsp. canescens) في بلاد الشام والمغرب العربي وبعض مناطق أوروبا
- الدردار الطويل (باللاتينية: Ulmus procera) في المغرب العربي والبلقان وبعض مناطق أوروبا

## من أنواعه الأخرى
- الدردار الأحمر (باللاتينية: Ulmus rubra)
- الدردار الإسماعيلي (باللاتينية: Ulmus ismaelis)
- الدردار التوماسي (باللاتينية: Ulmus thomasii)
- الدردار الخفيف (باللاتينية: Ulmus laevis)
- الدردار الصغير (باللاتينية: Ulmus nana)
- الدردار صغير الثمار (باللاتينية: Ulmus microcarpa)
- الدردار العالي (باللاتينية: Ulmus alata)
- الدردار كبير الثمار (باللاتينية: Ulmus macrocarpa)
- الدردار المتطاول (باللاتينية: Ulmus elongata)

## آفات وأمراض شجر الدردار
من أكثر الأمراض شيوعا مرض الدردار الهولندي ومرض نخر اللحاء، وهذان المرضان يقضيان على الكثير من الدردار كل عام، وقد سمي مرض الدردار الهولندي بذلك لأنه لوحظ أول مرة في هولندا عام 1919م، والمسبب لهذا المرض فطر ينتشر أولاً عن طريق نوع من الخنافس إلى جذع شجرة الدردار، وهذا المرض يمكن أن ينتقل من جذور شجرة مصابة إلى جذور شجرة سليمة بالقرب منها.
والطريقة الشائعة والفعالة للحد من انتشار هذا المرض هو الاقتلاع السريع لتلك الأشجار المصابة أو حرق الأغصان والأشجار المصابة، وهناك بعض أنواع شجر الدردار تستطيع مقاومة مرض الدردار الهولندي ومنها شجرة الدردار السيبيري وشجرة الدردار الصيني كما حُددت أنواع أخرى من الدردار يمكن أن تقاوم هذا المرض أغلبها من الأنواع ذات الأصل الأوروبي أو الآسيوي.
أما مرض نخر اللحاء فتسببه جرثومة تحملها حشرات اسمها الحشرة النقارة ولا يمكن تمييز الشجر المصاب حتى تصفر أوراقه أو تتساقط وعندها لا ينفع العلاج.